# Marina Janicke

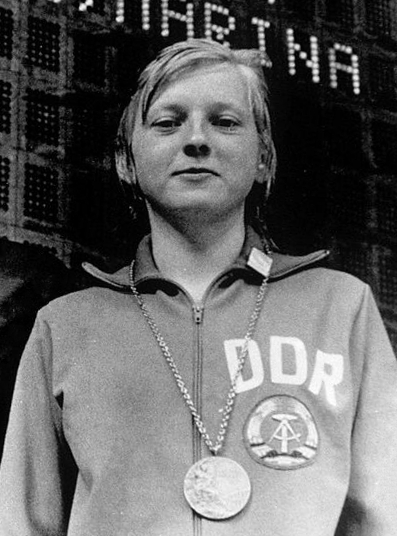
Marina Janicke bei den Olympischen Spielen 1972

Marina Janicke (* 19. Juni 1954 in Berlin, nach Heirat Höhne) ist eine ehemalige deutsche Wasserspringerin, die für die DDR bei den Olympischen Spielen 1972 zwei Bronzemedaillen gewann.

## Karriere
Unter der Trainerin Olga Jensch-Jordan, selbst Weltklassespringerin der 1930er Jahre, gewann Marina Janicke von 1966 bis 1970 sieben Spartakiadewettbewerbe. Unter Trainer Gerd Völker gelang ihr beim TSC Berlin 1970 der Durchbruch, als sie bei den Europameisterschaften in Barcelona zwei Silbermedaillen gewann. Im Kunstspringen unterlag sie ihrer Mannschaftskameradin Heidi Becker, vom Turm gewann Milena Duchková aus der Tschechoslowakei. Bei den Olympischen Spielen 1972 in München siegte im Kunstspringen die Amerikanerin Micki King vor der Schwedin Ulrika Knape, drei Punkte hinter der Schwedin gewann Janicke ihre erste Bronzemedaille. Vom Turm siegte Knape vor Duchková und Janicke. 1973 bei den ersten Weltmeisterschaften in Belgrad gewann Janicke hinter ihrer Mannschaftskameradin Christa Köhler und Ulrika Knape Bronze vom 3-Meter-Brett.
Für ihre Erfolge bei den Olympischen Spielen in München wurde sie 1972 mit dem Vaterländischen Verdienstorden in Bronze ausgezeichnet.

## Leben
Marina Janicke studierte an der Humboldt-Universität zu Berlin Biologie und promovierte 1985. Als Marina Höhne arbeitet die Molekularbiologin am Robert Koch-Institut der Bundesregierung.